# Hannonville-sous-les-Côtes

Hannonville-sous-les-Côtes este o comună în departamentul Meuse din nord-estul Franței. În 2010 avea o populație de 632 de locuitori.

## Evoluția populației
| An        | 1975 | 1982 | 1990 | 1999 | 2006 | 2010 |
| --------- | ---- | ---- | ---- | ---- | ---- | ---- |
| Populație | 416  | 426  | 504  | 534  | 598  | 632  |